# Maria Veitola
Maria Aleksandra Veitola, född 26 februari 1973 i Eno, är en finländsk radio- och tv-journalist, manusförfattare och talkshowvärdinna. Hon var chefredaktör för Radio Helsinki 2013-2016.

## Karriär
Veitolas journalistkarriär började på radion, på Radio City år 1994. Hon började på Radio Helsinki år 2000. 
På TV hade Maria åren 2006-2007 en talkshow vid namnet “Maria, Maria”. Dessutom har hon medverkat i många program. 
Veitola är programledare för ett program som heter i Yökylässä Maria Veitola, där hon bland annat har besökt Sofi Oksanens och Tuure Boelius hem.
Maria Veitola har utsetts till Årets TV-personlighet 2008 och 2009 och Årets programledare 2014. 
Veitola bor i Rödbergen, i Helsingfors, med sin man Jotti och deras son Taisto.  